# Helgi Ottarsson
Helgi Ottarsson (n. 930) fue un vikingo y bóndi de Bjarnarhöfn, Snæfellsnes en Islandia. Era hijo de Óttar Björnsson, y según la saga Íslendinga su genealogía se remonta a los primeros tiempos de la colonización de Islandia.

## Herencia
En una de las expediciones vikingas, capturó y se casó con Niðbjörg Bjólansdóttir (934-1000) una hija de un rey de Escocia llamado Bjólan (n. 904) y de Kaðlin Hrólfsdóttir (n. 908) una hija de Rollon de Normandía. Fruto de esa relación nacerían dos hijos: Ósvífur Helgason y Einar Helgason. 
Gracias a las sagas islandesas la información sobre los vínculos con Escocia se han preservado.